# باپتیست آنزیانی
باپتیست آنزیانی (انگلیسی: Baptiste Anziani؛ زادهٔ ۳ مهٔ ۱۹۹۰) بازیکن فوتبال اهل فرانسه است.
از باشگاه‌هایی که در آن بازی کرده‌است می‌توان به باشگاه فوتبال باستیا اشاره کرد.